# Listeriaceae
Die Listeriaceae bilden eine Familie grampositiver Bakterien. Die Typgattung Listeria ist nach dem britischen Chirurgen Joseph Lister benannt.

## Merkmale
Die Zellen sind kurze Stäbchen und können Zellfilamente bilden. Sie sind aerob oder fakultativ anaerob. Endosporen werden nicht gebildet. Der Katalase-Test und der Voges-Proskauer-Test fallen positiv aus. Arten der Brochothrix sind nicht beweglich, Listeria ist mit peritrichen Flagellen begeißelt und beweglich. Die Temperatur für optimales Wachstum liegt bei der Gattung Brochothrix im Bereich von 20 bis 25 °C, bei Listeria zwischen 30 und 37 °C. Die Arten fermentieren u. a. Glucose zu Lactat.

## Pathogenität
Die Art Listeria monocytogenes löst bei Menschen und Tieren die Listeriose aus. Listeria monocytogenes und Listeria ivanovii sind pathogen für einige Tierarten, vor allem für Schafe und Ziegen. Da die pathogene Art Listeria monocytogenes psychrotolerant (kältetolerant) ist, können auch Packungen von Fertiggerichten mit dieser Art kontaminiert sein. Auch die Art Brochothrix thermosphacta ist psychrotolerant und kann Kühlfleisch verderben. Eine Pathogenität ist von Brochothrix aber nicht bekannt.

## Systematik
Die Familie Listeriaceae zählt zu der Ordnung Caryophanales (früher als Bacillales geführt) und besteht aus folgenden Gattungen:
- Listeria Pirie 1940
- Brochothrix Sneath and Jones 1976

Die Gattung Mesolisteria Orsi and Wiedmann 2016 ist noch nicht anerkannt.

## Ökologie
Arten von Listeria sind in der Umwelt weit verbreitet und wurden u. a. in Boden, Abwasser, Pflanzen und im Kot von gesunden Menschen und Tieren gefunden. Brochothrix wurde u. a. aus Boden, Fleisch und Gras und eingepackten, gekühlten Fleischprodukten isoliert.